# Clavulinopsis laeticolor
Clavaire jolie, Clavaire joyeuse
Pour les articles homonymes, voir Clavaire jolie.
Espèce
Clavulinopsis laeticolor, la Clavaire jolie ou Clavaire joyeuse, est une espèce de champignons de la famille des Clavariaceae.

## Liste des formes et variétés

### Formes
Selon MycoBank (21 janvier 2023) :
- Clavulinopsis laeticolor f. bispora K.S.Thind & Sharda, 1986
- Clavulinopsis laeticolor f. bulbispora R.H.Petersen, 1968
- Clavulinopsis laeticolor f. coccineobasalis (Joss.) R.H.Petersen, 1971
- Clavulinopsis laeticolor f. laeticolor

### Variétés
Selon MycoBank (21 janvier 2023) :
- Clavulinopsis laeticolor var. antillarum (Pat.) R.H. Petersen, 1968
- Clavulinopsis laeticolor var. laeticolor
- Clavulinopsis laeticolor var. microspora J.Aug.Schmitt, 2022

## Systématique
Le nom correct complet (avec auteur) de ce taxon est Clavulinopsis laeticolor (Berk. & M.A. Curtis) R.H. Petersen, 1965.
L'espèce a été initialement classée dans le genre Clavaria sous le basionyme Clavaria laeticolor Berk. & M.A. Curtis, 1869.
Ce taxon porte en français le nom vernaculaire ou normalisé suivant : Clavaire jolie.
Clavulinopsis laeticolor a pour synonymes :
- Clavaria laeticola Berk. & M.A.Curtis (1868), 1868
- Clavaria laeticolor Berk. & M.A.Curtis, 1869
- Clavaria pulchra Peck, 1876
- Donkella laeticolor (Berk. & M.A.Curtis) Malysheva & Zmitr., 2006
- Donkella laeticolor (Berk. & M.A.Curtis) Malysheva, 2008
- Ramariopsis laeticolor (Berk. & M.A.Curtis) R.H.Petersen, 1978

## Publication originale
- (en) Ronald H. Petersen, « Notes on Clavarioid Fungi. IV. Nomenclature and Synonymy of Clavulinopsis pulchra and Clavaria laeticolor », Mycologia, Mycological Society of America (d), NYBG et Taylor & Francis, vol. 57, no 4,‎ juillet 1965, p. 521 (ISSN 0027-5514 et 1557-2536, OCLC 1640733, DOI 10.1080/00275514.1965.12018237).